# John Alexander (actor)
John Alexander (29 de noviembre de 1897-13 de julio de 1982) fue un actor teatral, cinematográfico y televisivo de nacionalidad estadounidense.

## Biografía
Nacido en Newport, Kentucky, su padre era propietario de barcos de vapor, y su madre telegrafista.
Alexander tuvo una carrera teatral en el circuito de Broadway que se extendió a lo largo de más de 55 años, siendo su primer papel de importancia el del título en Elmer Brown, the Only Boy in Town (1908/1909).
Quizás su más memorable actuación fue como Teddy Brewster, un lunático que creía ser Theodore Roosevelt, en el clásico cinematográfico de 1944 Arsenic and Old Lace, trabajando junto a Cary Grant. Él había interpretado previamente al mismo personaje en la obra teatral en la cual se basaba la película, Arsénico y encaje antiguo, representada en 1941 en Broadway. Casualmente, en el año 1950 fue el "real" Roosevelt en la comedia de Bob Hope Fancy Pants.
Otros de sus papeles cinematográficos más destacados fueron el de Steve Edwards en Lazos humanos (1945), Mr. McComber en Summer Holiday (1948), Jack Riker en Winchester '73 (1950), y Howard Shipley en Chica para matrimonio (1952).
En los años 1950 y principios de los 1960, Alexander también actuó en diferentes series televisivas, entre ellas The Phil Silvers Show, Adventures of the Sea Hawk y Car 54, Where Are You?.
La última actuación de Alexander fue el papel de Crane en la comedia representada en Broadway Never Too Late, obra en la que trabajó a partir del año 1962.
John Alexander falleció en 1982 en la ciudad de Nueva York. Fue enterrado en el Cementerio Kensico, en Valhalla (Nueva York). Había estado casado con la actriz Genevieve Hamper.

## Teatro (selección)
- 1902 : The Children of Kings, de Frederick Langbridge y A.H. Ferro, a   partir de Ernst Rosmer
- 1902 : A Cigarette Maker's Romance, de Charles Hannan a partir de F. Marion Crawford
- 1914 : Mary goes first, de Henry Arthur Jones
- 1914-1915 : The Dumb and the Blind, de Harold Chaplin
- 1917 : Richelieu, de Edward Bulwer-Lytton
- 1920 : What's in the Name ?, de Milton Ager y John Murray Anderson
- 1920-1921 : The Mirage, de Edgar Selwyn, con Alan Dinehart
- 1923-1924 : Cyrano de Bergerac, de Edmond Rostand, adaptación de Brian Hooker, con Walter Hampden
- 1924 : The Chocolate Dandies, de Eddie Blake y Noble Sissle, con Joséphine Baker
- 1926 : Cyrano de Bergerac, con Walter Hampden
- 1932 : Jamboree, de Bessie Beatty y Jack Black
- 1935 : The Petrified Forest, de Robert Emmet Sherwood, con Leslie Howard y Humphrey Bogart
- 1935 : Nowhere Bound, de Leo Birinski, con Don Beddoe
- 1936 : Mid-West, de James Hagan, con Jean Adair, Walter Baldwin, Van Heflin y Frank Wilcox
- 1936 : The Devil of Pei-Ling, a partir de Herbert Asbury, adaptación de Howard Chenery
- 1936-1937 : Swing your Lady, de Kenyon Nicholson y Charles Robinson, con Walter Baldwin y Hope Emerson
- 1937 : Red Harvest, de Walter Charles Roberts, con Carl Benton Reid y Alan Hale Jr.
- 1938 : The Greatest Show on Earth, de Vincent Duffey y Irene Alexander, con Edgar Stehli
- 1938 : All the Living, de Hardie Albright a partir de Victor R. Small, escenografía de Lee Strasberg, con Charles Dingle y Leif Erickson
- 1938-1939 : Kiss the Boys Goodbye, de Clare Boothe Luce, con Hugh Marlowe y Millard Mitchell
- 1939-1940 : Morning's at Seven, de Paul Osborn, escenografía de Joshua Logan, con Jean Adair, Thomas Chalmers, Russell Collins, Dorothy Gish y Enid Markey
- 1940 : Out from Under, de John Walter Kelly
- 1941-1944 : Arsénico y encaje antiguo, de Joseph Kesselring, con Jean Adair, Josephine Hull, Allyn Joslyn, Boris Karloff y Edgar Stehli
- 1950 : Hilda Crane, de Samson Raphaelson, escenografía de Hume Cronyn, con Jessica Tandy y Beulah Bondi
- 1954 : Ondine, de Jean Giraudoux, adaptación de Maurice Valency, con Mel Ferrer y Audrey Hepburn
- 1962-1965 : Never too late, de Summer Arthur Long, con Maureen O'Sullivan

## Selección de su filmografía

### Cine
- 1935 : The Arizonian, de Charles Vidor
- 1935 : Special Agent, de William Keighley
- 1937 : On Such a Night, de Ewald André Dupont
- 1937 : Men in Exile, de John Farrow
- 1940 : Flowing Gold, de Alfred E. Green
- 1944 : El señor Skeffington, de Vincent Sherman
- 1944 : Arsenic and Old Lace, de Frank Capra
- 1945 : A Tree grows in Brooklyn, de Elia Kazan
- 1945 : The Horn Blows at Midnight, de Raoul Walsh
- 1945 : Junior Miss, de George Seaton
- 1946 : The Jolson Story, de Alfred E. Green
- 1947 : New Orleans, de Arthur Lubin
- 1947 : Living in a Big Way, de Gregory La Cava
- 1947 : Cass Timberlane, de George Sidney
- 1948 : Summer Holiday, de Rouben Mamoulian
- 1948 : Night Has a Thousand Eyes, de John Farrow
- 1950 : Winchester '73, de Anthony Mann
- 1950 : Fancy Pants, de George Marshall
- 1950 : The Sleeping City, de George Sherman
- 1951 : The model and the marriage broker, de George Cukor
- 1952 : Chica para matrimonio, de George Cukor
- 1952 : Untamed Frontier, de Hugo Fregonese
- 1959 : The Man in the Net, de Michael Curtiz
- 1960 : One Foot in Hell, de James B. Clark

### Televisión
- 1962 : The Defenders, temporada 1, episodio 25 The Iron Man, de Buzz Kulik